# Sepiella ornata
Sepiella ornata е вид главоного от семейство Sepiidae.

## Разпространение и местообитание
Видът е разпространен в Ангола (Кабинда), Бенин, Габон, Гамбия, Гана, Гвинея, Гвинея-Бисау, Демократична република Конго, Екваториална Гвинея (Биоко), Камерун, Кот д'Ивоар, Либерия, Мавритания, Намибия, Нигерия, Сенегал, Сиера Леоне и Того.
Среща се на дълбочина от 30 до 73 m.